# Regional-Express

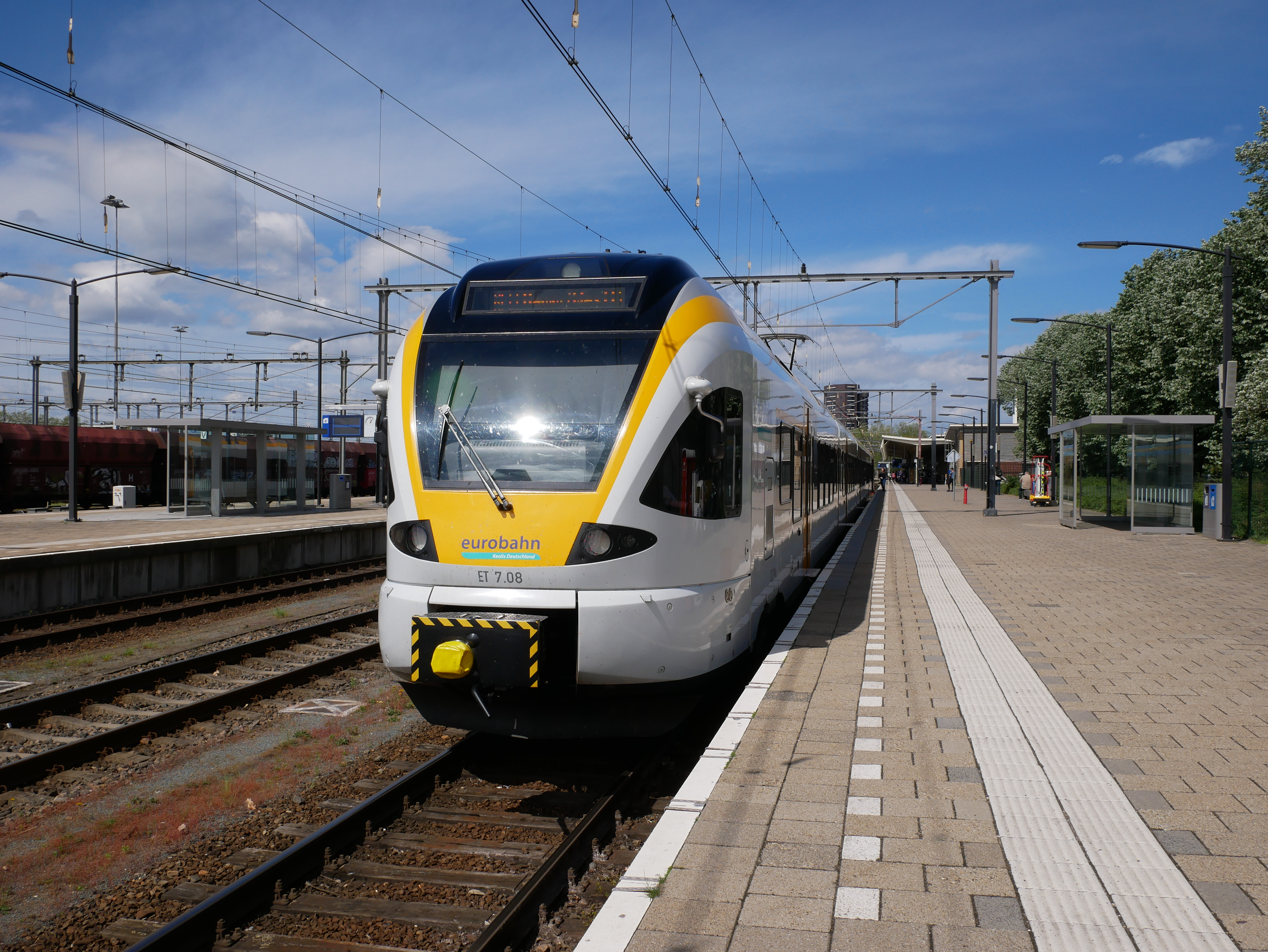
RE 13 Maas-Wupper-Express in Venlo

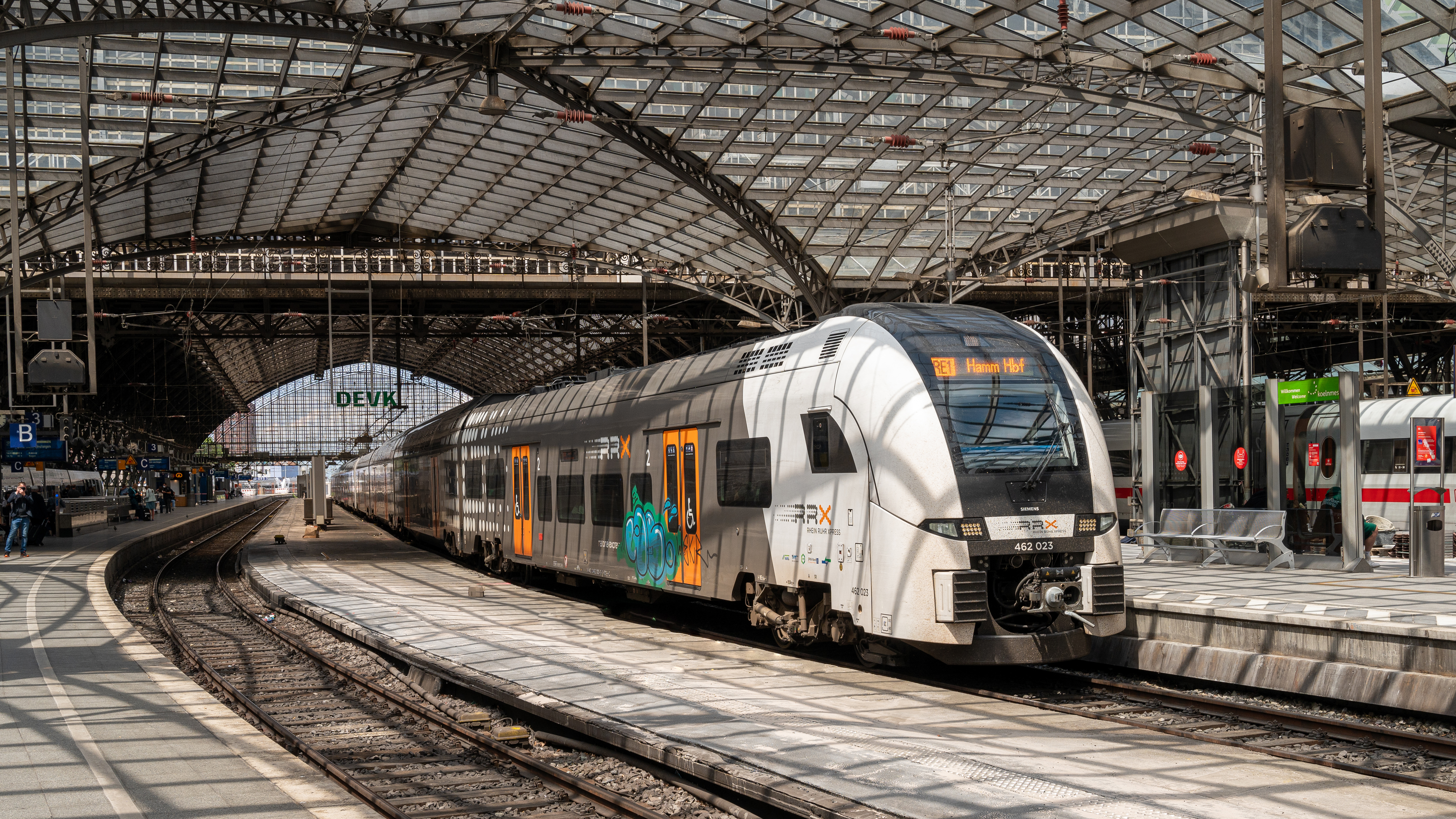
RE 1 in Keulen

De Regional-Express is een treincategorie die voorkomt in Duitsland, Luxemburg, Zwitserland, Oostenrijk en Nederland. Het is een regionale sneltrein, die snellere verbindingen biedt dan de Regionalbahn (of RB, de Duitse stoptrein), maar trager dan de Interregio-Express (IRE) en Intercity- en Intercity-Express-treinen. Als er op de lijn alleen een RE rijdt, dan stopt deze wel op alle stations. De treinen kunnen dus stoppen in de kleinere stations, maar ook in de belangrijkste stations van het land.
De Duitse Regional-Express-treindiensten, afgekort als RE, zijn meestal herkenbaar aan een nummer of een naam. Bij de Deutsche Bahn heeft het materieel voor de Regional-Express de rode kleurstelling voor regionaal verkeer. Soms is het hetzelfde materieel dat gebruikt wordt voor de RB- of IRE-treinen. De dubbeldekstreinen die men in Duitsland tegenkomt zijn meestal RE-treinen.

## Nederland
Sinds 9 december 2018 wordt deze treincategorie ook toegepast op Nederlandse sneltreinen van Arriva.
Regional-Express-treindiensten die Nederland aan doen.
- RE 13: Venlo–Hamm
- RE 18: Maastricht–Aken
- RE 19: Arnhem–Düsseldorf

### Equivalent
Een intercity van de NS is meer te vergelijken met een Regional-Express dan met een Duitse IC, want op NS-intercity's gelden dezelfde tarieven als op andere treinen, en er is geen extra service zoals de Bordbistro in Duitse ICs.